# L'Âme
L'Âme (titre original : Bridge of Souls) est le troisième et dernier tome de la trilogie Le Dernier Souffle de l'auteure britannique Fiona McIntosh.
Les deux autres tomes sont Le Don et Le Sang.

## Résumé
Wyl Thirsk, ancien général de l'armée morgravienne et porteur de la malédiction connue sous le nom de don de Myrren, est à court de temps. Le mariage entre sa reine bien-aimée Valentyna et son ennemi juré, le despotique roi Celimus, est imminent. Pourtant, malgré l'imminence des noces, la guerre menace entre les deux nations, tandis que la menace du Royaume de la Montagne se fait plus forte. Piégé dans un corps qui n'est pas le sien, ayant ses amis et ses partisans dispersés dans tout le royaume, Wyl cherche aussi désespérément à empêcher le mariage qu'à mettre fin au « don » de Myrren, une magie qui ne cessera que lorsqu'il montera sur le trône de Morgravia.
S'accrochant à une suggestion inquiétante de son jeune ami Fynch, un mage de plus en plus puissant, Wyl doit emprunter le chemin le plus dangereux qu'il ait jamais pris, en allant droit dans les griffes brutales de Celimus, en une tentative désespérée de sauver sa nation, son amour et lui-même.